# Зимний дворец Петра I
Зи́мний дворе́ц Петра́ I — личная резиденция императора Петра I, возведённая на набережной Невы у Зимней канавки, архитектурный памятник начала XVIII века, частично сохранившийся и находящийся в здании Эрмитажного театра, включён в музейный комплекс Государственного Эрмитажа.

## История строительства
На участке Адмиралтейского острова, примыкающем к двору корабельного мастера Феодосия Скляева, между нынешней Миллионной улицей и набережной Невы в 1712 году были выстроены Свадебные палаты Петра I, расположившиеся на проходившей тогда примерно в середине квартала Верхней набережной. Однако уже через 4 года Зимний двор Петра I значительно расширился к северу: побили сваи по мелководью реки и устроили новую существующую и ныне набережную:

«…когда начала строиться набережная Миллионная линия каменными палатами, тогда оная линия строением подалась на Неву реку на несколько сажен, то помянутые палатки прежнего строения осталися во дворе»— А. И. Богданов. Историческое, географическое и топографическое описание Санкт-Петербурга от начала заведения его в 1703... // СПб, 1779. С. 58.
Новый Зимний дом на только что организованной набережной Пётр I задумал как личную резиденцию, полностью соответствующую его образу жизни и вкусам. В 1716 году архитектор
Георг Маттарнови создал проект и приступил к строительству. Царская семья осталась жить в старом дворце — Свадебных палатах.

### Особенности расположения
Казалось бы, случайное положение дворца среди обычной рядовой застройки обывательскими домами на самом деле было удивительно удачно выбрано самим Петром I. Именно отсюда и сейчас раскрываются наиболее впечатляющие панорамы Невы перед Стрелкой Васильевского острова, дали берегов Большой Невы и уходящее к морю пространство Малой Невы:

«…дворец расположен так, что из него видна бо́льшая часть города, крепость, дом князя Меншикова и в особенности через рукав реки открытое море»— Описание столичного города С-Петербурга // Белые ночи. Л., 1975. С. 213.

### Зимний дом Петра I — первый этап строительства дворца
12 октября 1715 года Пётр I, рассматривая «Описание строению, которое надлежит в будущем лете строить…», против пункта «Зимний дом и канал делать» поставил резолюцию: «Фундаменты зделать, а палаты подрядить; канал погодить». Таким образом, на первом этапе строительства (1716—1719 гг.) по проекту Маттарнови была возведена западная часть дома вдоль проектируемой ещё Зимней канавки.

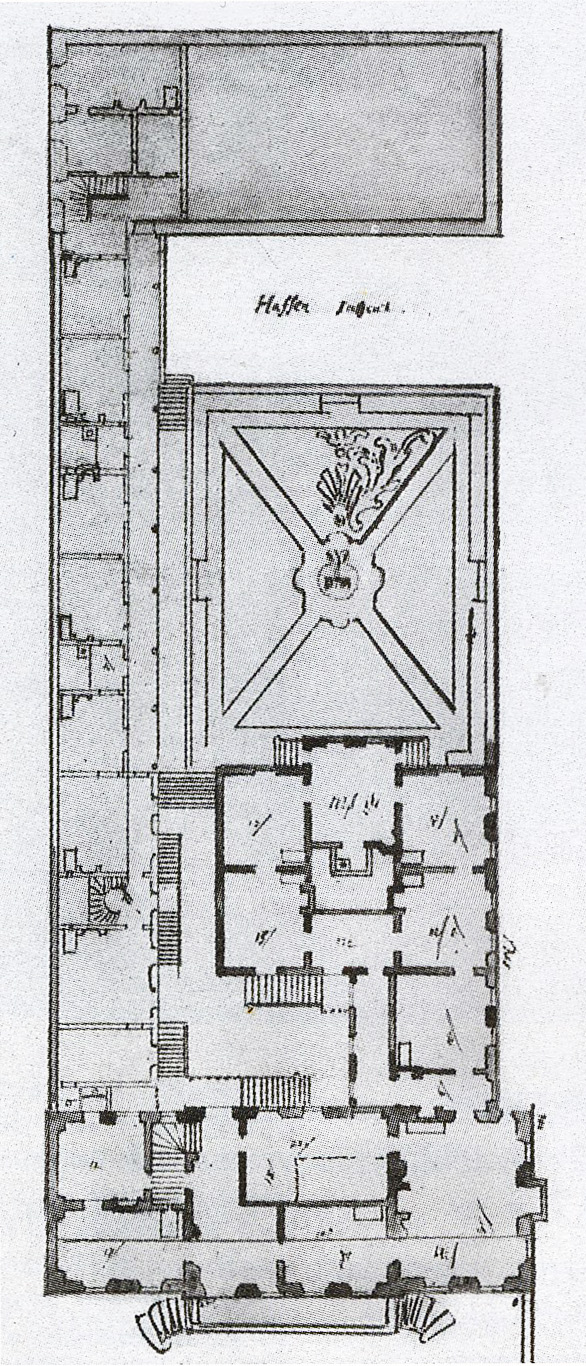
Г. Маттарнови. Проект плана первого этажа.
1716 г.

Главный фасад, выходящий на Неву, был далёк от парадного облика дворцов петербургских вельмож и больше напоминал солидное бюргерское жилище. Центральный ризалит с четырьмя окнами на первом этаже рустован, а на втором — украшен пилястрами дорического ордера. В треугольном фронтоне две аллегорические фигуры поддерживали картуш для герба, увенчанный короной. Боковые части фасада с широкими лопатками между окнами украшены филёнками с гирляндами. Крыша — голландского типа (с переломом), над ризалитом — в виде шатра с декоративной вазой. Комнаты не превышали 18 м², и только в лицевом выходящем на Неву корпусе Большой зал имел площадь 75 м², а угловой к Зимней канавке — 41 м². Обращает внимание Г-образный коридор, отделяющий комнаты царя.
Строительство дворца было решено отдать на подряд «вольным» каменщикам и столярам. Уже 23 мая «велено к Зимнему дому в окна и двери рамы и налишники …дубовые» делать, а «…какое число и какою мерою, требовать мадели у архитекта Матернови…». Сохранилось упоминание о заключении договора с каменщиком Сергеем Агапитовым: «В Новом Зимнем доме бут бутить посаженно и кирпич класть потысячно». Работы по устройству фундаментов и возведению стен заглубленного цокольного этажа продолжались до наступления зимы. Весной 1717 года был заключен договор с другими каменщиками — Петром Козлом и Василием Обросимовым, продолжившими кладку стен корпуса, выходящего на Неву. Каменщик Василий Ростворов начинает строительство «малых палат», обращённых к проектировавшемуся каналу.

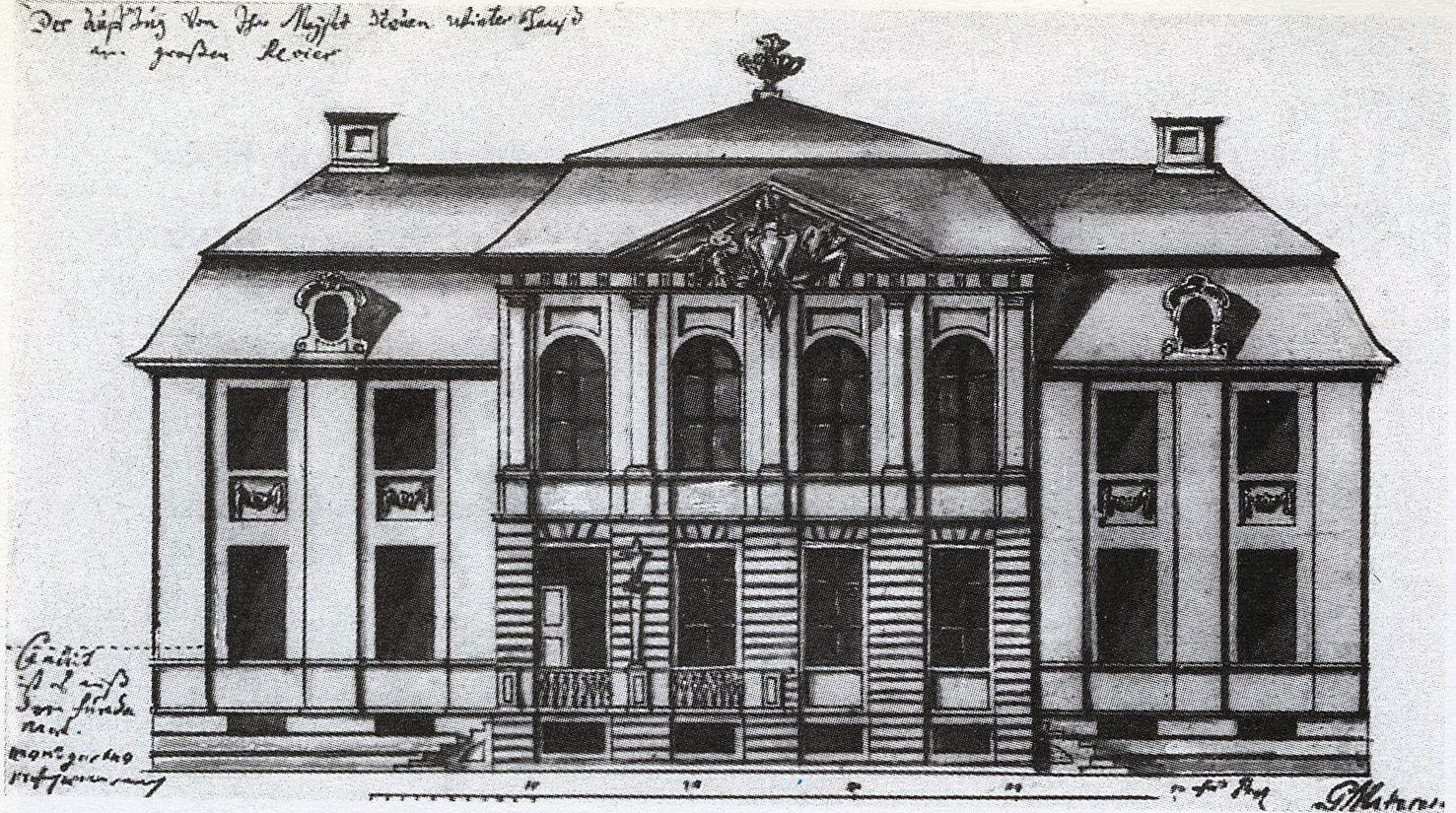
Г. Маттарнови. Проект фасада. 1716 г.

Вернувшись в марте 1718 года после поездки по Европе, Пётр I внёс корректировки в проект нового дворца, приказывая «сделать … восемь камор верхняго жилья» в «малых палатках». Перестройки были значительными. В 1718 году началась внутренняя отделка и оштукатуривание дворца снаружи. «Малые палатки» имели следующую отделку: «низенькие шесть маленьких каморы подле каналу сделать, как царское величество приказал, галанскими плитками хорошею работою, как покажет галанский мастер, потолки и стороны». Согласно эскизам Маттарнови, дворец был великолепно отделан с использованием красного мрамора на стенах Большого зала, гипсовых рельефов, дубовых дверей и оконных рам. Дворец имел четыре дубовые лестницы и полы — «французским манером с рамами». В феврале 1720 года дворец был готов, 27 декабря здесь уже была проведена первая ассамблея.
В изолированный от соседних построек (в том числе Свадебных палаток) дворцовый комплекс также входил служебный корпус с галереей, эллинг для хранения и ремонта парусного ботика Петра I. Между эллингом и жилыми покоями дворца помещался гаванец (7,5 × 16 м) и был устроен крохотный (16 × 19 м) партерный цветочный сад с фонтанчиком на пересечении диагональных дорожек. Внутренний дворик был выстлан голландским жёлтым кирпичом.

### Зимний дворец Петра I — Новые зимние набережные палаты

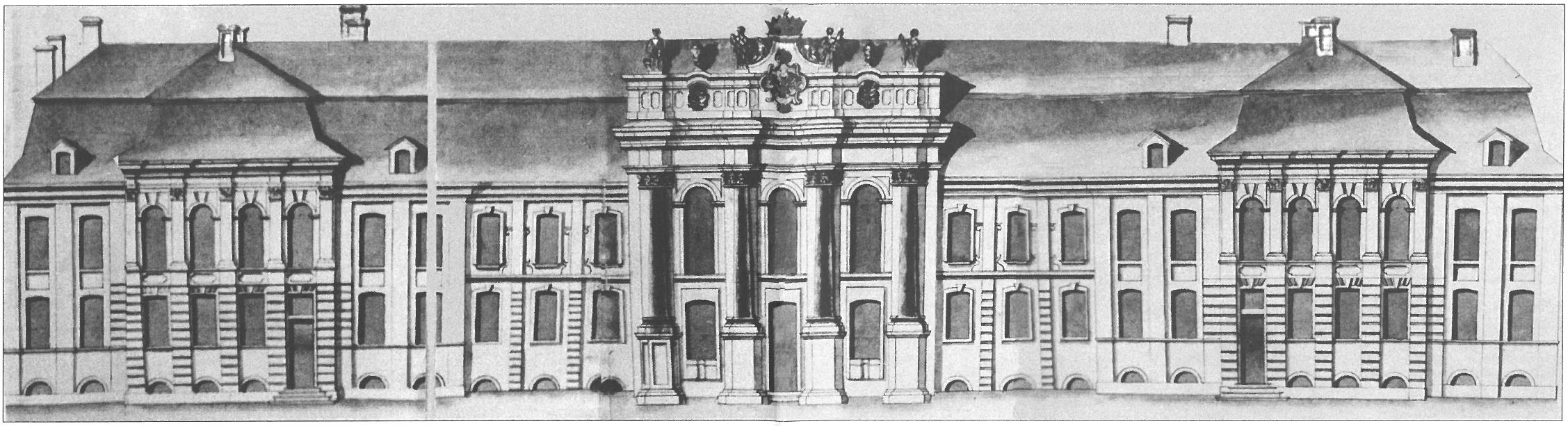
Фасад «Новых зимних набережных палат».
Арх. Н. Гербель. НМС

Архитектор Георг Маттарнови внезапно скончался 2 ноября 1719 года, когда строительство было в разгаре, «выкладен» только фундамент. Работы продолжил архитектор Николай Гербель.
В период с 1719 по 1722 годы возводятся центральная и восточная части лицевого корпуса парадных залов, выходящих на Неву. В новый протяжённый и в целом торжественный фасад органично вошла западная часть дворца, построенная раньше и уже представляющая собой одно целое. Для достижения единства этот западный «бюргерский» фасад Зимнего дома архитектор повторяет в качестве восточного ризалита.
Весь эффект царской резиденции архитектор сосредоточил в центре с повторением известного эффекта трёхпролётной триумфальной арки римских цезарей. Мощные колонны коринфского ордера на высоких пьедесталах примыкают к парным пилястрам и образуют баро́чный, устремлённый ввысь портик из четырёх опор, несущих сильно раскрепованный антаблемент. Главный пластический элемент — аттик с эффектным завершением. Высокий, сложный с многочисленными выступами и запа́дами, подчёркнутыми филёнками он также несёт три пышных барочных картуша на продолжении оконных осей. Центральный картуш, украшенный фигурами и возвышающейся на пьедестале большой короной, имеет усложнённые очертания, характерные для немецкого искусства. На осях колонн, на аттике размещены четыре статуи с характерными для аллегорий петровского времени атрибутами. Подобный портал одновременно с Зимним дворцом Петра возводился Гербелем перед входом в церковь Исаакия Далматского.
С постройкой Зимнего дворца Петра I заканчивается пора скромных царских жилищ — этот дворец становится самым торжественным в Петербурге. При этом всеми своими членениями, масштабностью, размерами окон и высотой карниза дворец органично связан с окружающей застройкой по набережной Невы, что даёт основание говорить о закладке основ ансамблевого зодчества, характерного для петербургской архитектуры последующей эпохи.

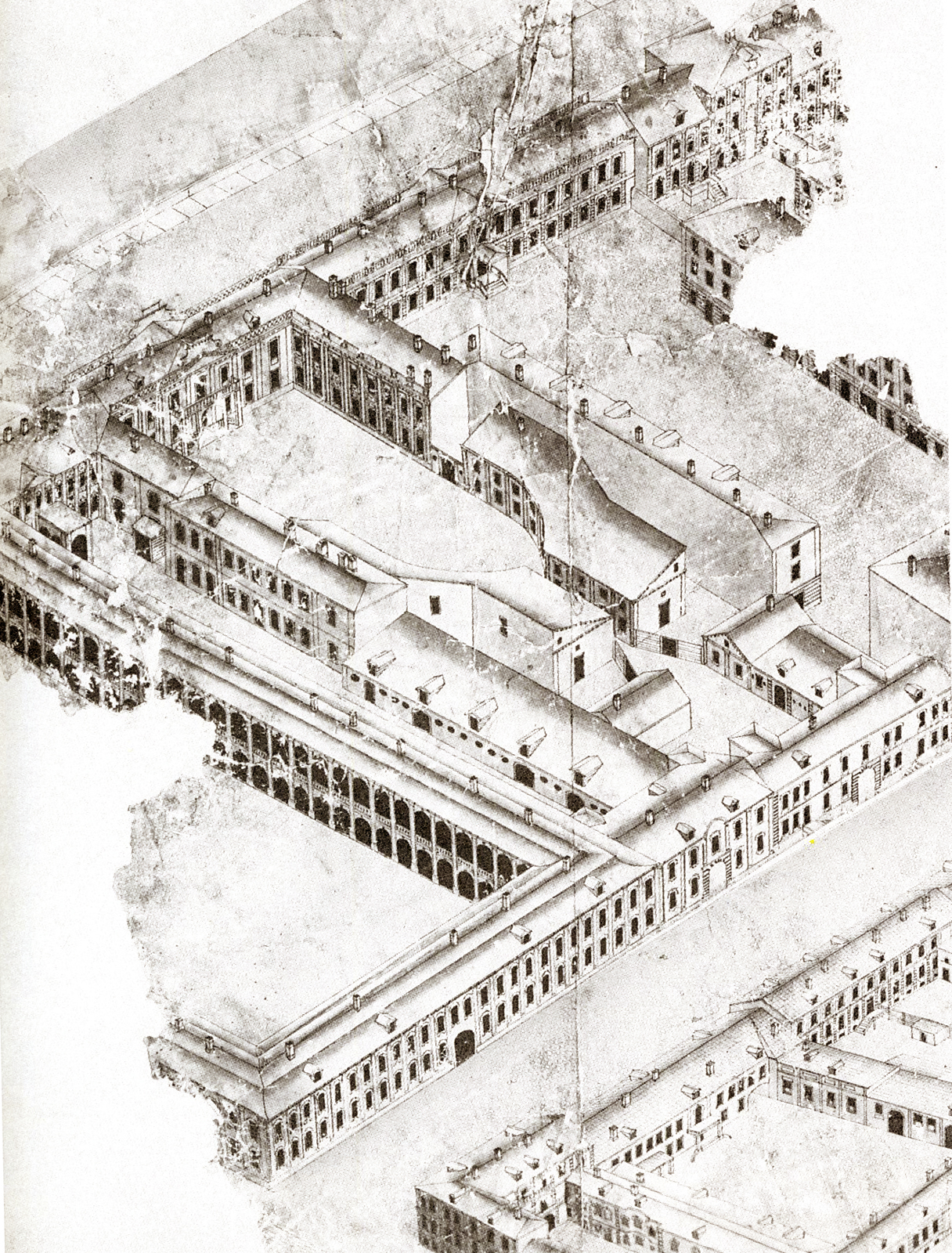
Лейб-кампанский корпус

К осени 1723 года новая часть дворца была готова. 24 ноября здесь, в новом Кавалерском зале, происходил большой пир, закончившийся прекрасным фейерверком на льду Невы. А 9 декабря в Большой дворцовой зале, в присутствии всего двора и множества приближённых, состоялось обручение герцога Голштинского со старшей дочерью Петра I Анной. Большой зал был весьма велик — 17,95 на 11,56 метра, высота — 6,69 метра. Стены завершал фриз и карниз, которые венчала падуга. С прямоугольного панно на потолке свисали пять больших паникадил. Именно этот зал стал «Печальной», или «Погребальной салой» Петра Великого.
В 1725 году в этом дворце Пётр I скончался.

### Зимний дворец Екатерины I (служебные корпуса Зимнего дома)
После смерти царя в 1726—1727 годах по указанию Екатерины I дворец был расширен Доменико Трезини в сторону Большой Немецкой улицы. Также сооружаются каре служебных корпусов по периметру участка, засыпан гаванец. Вместо многочисленных, разновременных и разнохарактерных построек, находившихся на участке, предстояло создать двухэтажное здание значительной протяжённости с ритмически членёнными скромными фасадами, выходящими на канал и Большую Немецкую улицу, где планировалось соорудить арку для въезда в большой парадный двор. Всё делалось с невероятным «поспешанием».
Трезини увеличил высоты помещений нового парадного этажа и предполагал переделать уже существующие, чтобы объединить под одним карнизом все части дворца, однако Екатерина пожелала сохранить свои прежние комнаты, равно как и покои супруга, в неприкосновенности. Причиной увеличения высоты помещений нового парадного этажа могла послужить и болезнь императрицы, «страдавшей легкими». Недостаточный объём воздуха в любой из жарко натопленных и душных комнаток «малых палаток» способствовал возникновению приступов болезни. С каждым днём самочувствие Екатерины ухудшалось, стало очевидным, что дни её сочтены. Последовали события, главным местом действия которых стал Зимний дворец, а главным инициатором — Меншиков, вознамерившийся женить внука Петра I на своей старшей дочери Марии.
Царица скончалась 6 мая 1727 года. К Зимнему дворцу подошли гвардейские полки и усиленными пикетами перекрыли все подступы к нему. Церемония погребения, которое состоялось 16 мая, прошла по образцу похорон Петра. Прощание с телом покойной происходило в Кавалерском зале дворца, вторично принявшем облик «печальной салы».
Некоторые работы продолжались и после смерти Екатерины I, создавались интерьеры для Петра II. Последние изменения внешнего облика относятся к 1731 году в связи с возвращением двора в Петербург из Москвы. Однако Анна Иоанновна поселилась в доме Апраксина, стоявшем на той же Верхней набережной, но ближе к Адмиралтейству. Впоследствии Старый Зимний дворец использовался для различных нужд императорского двора, а при Елизавете Петровне в нём разместили лейб-кампанскую роту, с помощью которой дочь Петра I заняла царский престол. В конце XVIII столетия на этом месте был выстроен Эрмитажный театр.
|                                  |  |                                   |  |                        |
| Малые палатки Зимнего дома Петра |  | Парадный двор и сани Петра I      |  | Галереи Зимнего дворца |
|                                  |  |                                   |  |                        |
| Арки галереи парадного двора     |  | Подвал в центральной части дворца |  |                        |

## Открытие дворца в XX веке

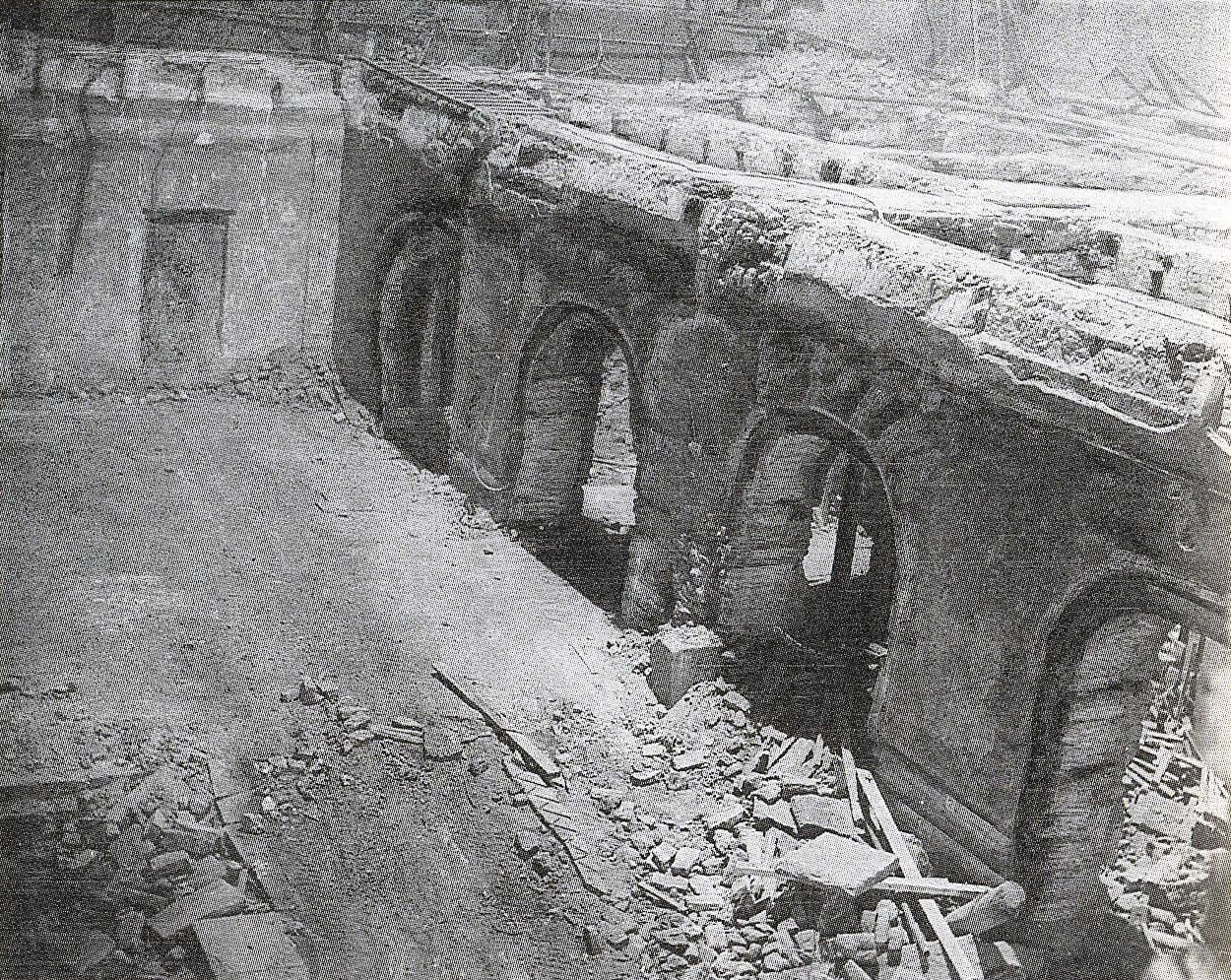
Под сценой театра

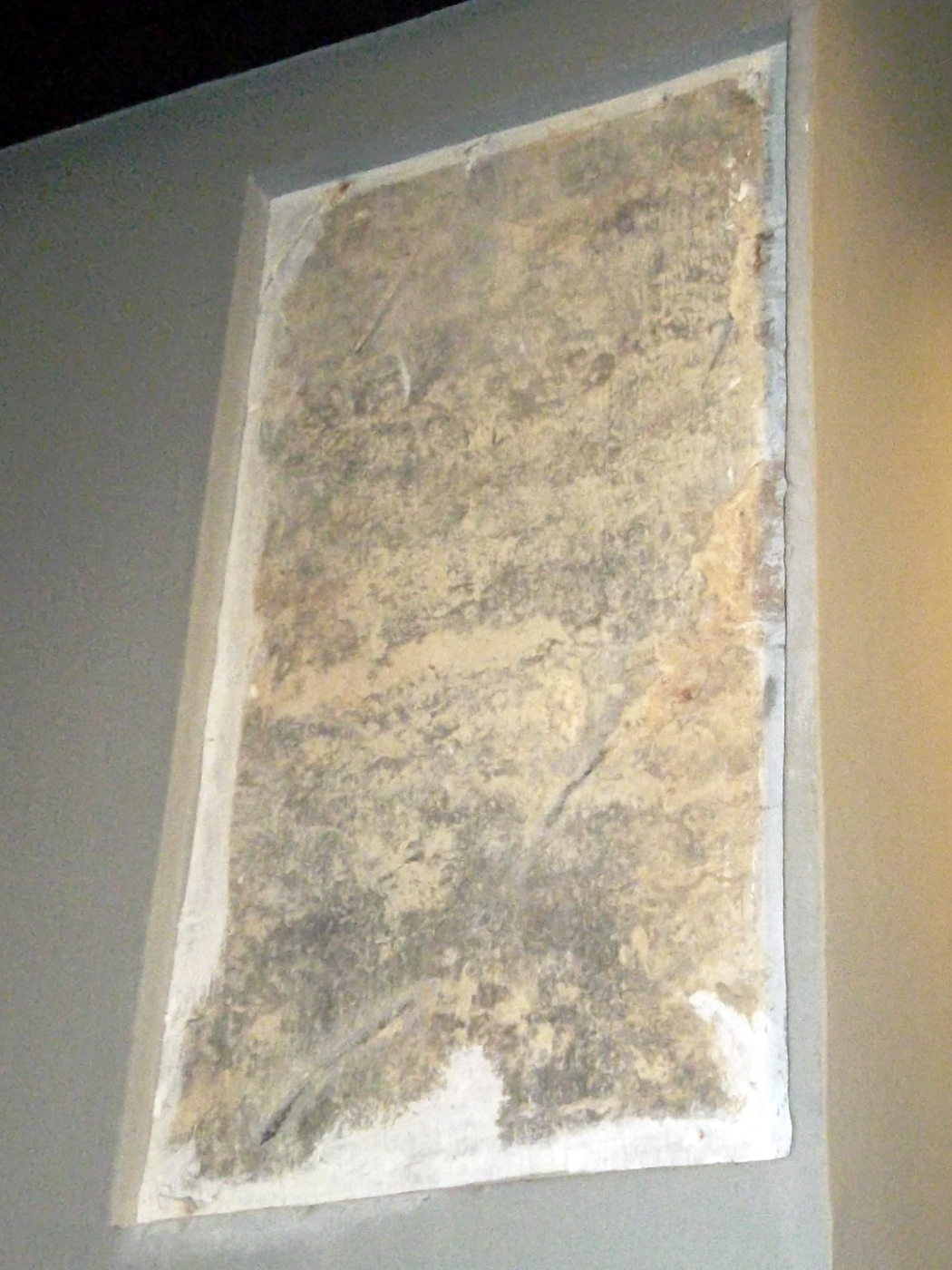
Фрагмент окраски

Казалось, Зимний дворец Петра был потерян и навсегда погребён под новым зданием театра архитектора Джакомо Кваренги. Предпринятое Николаем I исследование обнаружить «палату, в коей скончался государь Петр Великий», не увенчалось успехом.
Первые архитектурные исследования были проведены сотрудником Отдела главного архитектора Эрмитажа Евгенией Михайловной Баженовой в 1976, 1979 и 1981 годах. Серия зондажей, заложенных по зданию Эрмитажного театра, позволила выявить границы старых стен петровского дворца, так называемых «Малых палаток». Последующие раскрытия и натурные изыскания, осуществлённые в 1985—1987 годах, дали возможность произвести графическую реконструкцию и, привлекая обширный документальный материал, определить этапы строительства Зимнего дома Петра I. В группу исследователей входили архитекторы Г. В. Михайлов, В. К. Галочкин, И. В. Бурковская, В. В. Ефимов.

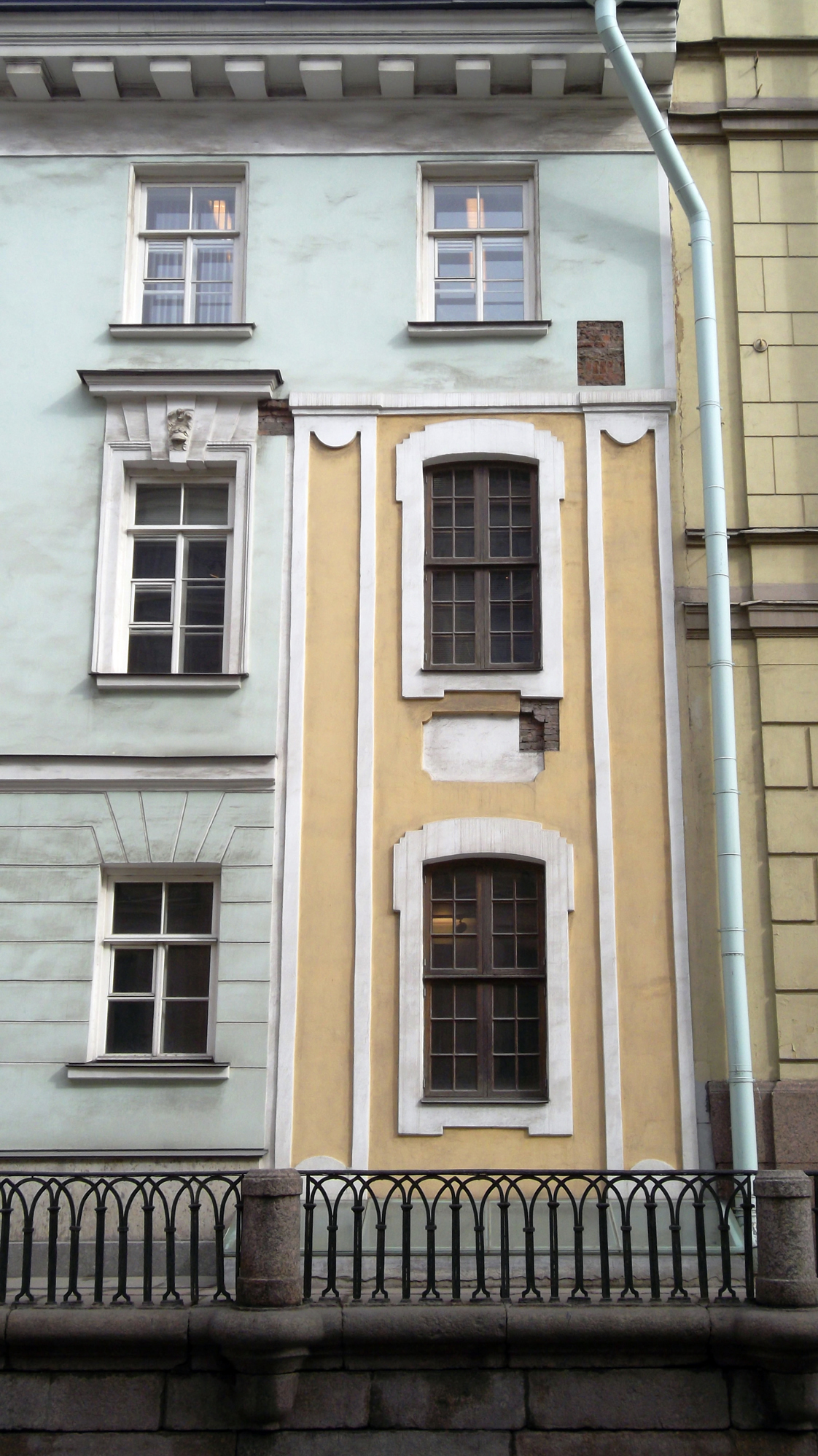
Музеефикация фрагмента фасада дворца

Исследования, выполненные архитекторами, показали, что при строительстве Эрмитажного театра Кваренги сохранил отдельные стены цокольного и первого этажей петровского дворца, а также целые группы помещений различного назначения. Причиной этому могли стать сжатые сроки — архитектору дали полтора года на возведение Эрмитажного театра. Из экономии времени в 1783 году он стал использовал часть царских хором в качестве цокольного этажа для зала и сцены.
В пространстве под сценой театра была обнаружена часть парадного двора, окруженного с двух сторон аркадами обходных галерей и анфиладами комнат Зимнего дворца. Участок земли, примыкающий к фасаду, при воссоздании выложен клинкерным кирпичом, как это было при Петре I, а в более высокой части двора — булыжником (середина XVIII века). На поверхности стен, сохранивших элементы архитектурного декора — руст и медальоны, под слоями штукатурки более позднего времени были обнаружены частицы краски, в соответствии с цветом которой стены были окрашены в наше время. Так внутри памятника конца XVIII века начал вырисовываться не менее ценный памятник начала того же столетия.
Сохранились и несколько комнат первого этажа «Малых палаток» Петра I. В трёх из них воссозданы исторические интерьеры, причём убранство комнат восстановлено согласно документам, описывающим проведенные в них работы: стенные панно из голландской плитки, наборные паркеты, дубовые ставни и переплеты окон. В кабинете Петра I сохранились печь и камин, изразцовая отделка которых восстановлена также «на голландский манер». Обстановка составлена из предметов, принадлежавших Петру I, которые хранятся в коллекции Эрмитажа.
Кроме того, на двух этажах театра вдоль Зимней канавки сохранились двенадцать жилых покоев «Новопостроенных палат» императрицы Екатерины I, созданных Доменико Трезини в 1726—1727 годах.

## Экспозиция
В восстановленных помещениях дворца в 1992 году открылась постоянная экспозиция. Коллекцию сформировали из личных вещей императора Петра I, сохранившихся в фондах Эрмитажа. Среди экспонатов есть токарный станок в рабочем состоянии, плотницкие инструменты, стол и стулья из петровского дворца. Исторические интерьеры восстановили в трёх комнатах, ориентируясь на документы, описывающие проведённые в них работы: стенные панно из голландской плитки, наборные паркеты, дубовые ставни и переплёты окон.
Вход для посетителей со стороны Дворцовой набережной (дом № 32). Среди раскрытых и восстановленных интерьеров следует отметить следующие экспозиции:
- Кабинет

Интерьер украшают карта Балтийского моря и живописные полотна: «Вид Нового моста в Париже» (Х. Моммерс) и «Портрет Петра I» (Питер ван дер Верф). Конторка Петра I была изготовлена в Англии по чертежу царя. На ней можно видеть зрительную трубу, солнечные и механические часы, чернильницу, песочницу, а также янтарную шкатулку, подаренную Петру I прусским королём Фридрихом Вильгельмом I.
- Столовая

Интерьер украшают фламандская шпалера и картины голландских художников XVII в. На столе — китайское фарфоровое блюдо, голландской работы хрустальный кубок с гравировкой, ведерко-холодильник из Аугсбурга с бутылкой вина, найденной здесь же, при раскопках центральной части дворца. Между окон — часы английской работы с миниатюрным портретом Петра I.
- Токарная

Главная достопримечательность — токарно-копировальный станок английского мастера Георга Занепенса.
- Парадный двор

Здесь можно увидеть карнавальные сани и садовую коляску Петра I — редчайший образец прогулочного экипажа начала XVIII века.
- Восковая персона Петра I

Пётр I скончался 28 января 1725 года в «Конторке» — рабочем кабинете, находившемся в западной части дворца. Сразу после смерти императора К. Б. Растрелли снял с его лица гипсовую маску и сделал слепки с кистей рук и ступней ног. По этим слепкам и маске (маску для отливок смешивали из воска, смолы и мела) в 1725 году им была создана «Персона». Под некогда существовавшей «Погребальной салой», где отпевали Петра Великого, сохранилось помещение дворцовой кордегардии (караульня), в которой было решено экспонировать «Восковую персону».
Парик, усы и брови «персоны» сделаны из подлинных волос императора, остриженных из-за сильной жары в Персидском походе 1722 года. Глаза написаны по финифти на золотой основе живописцем Андреем Овсовым. На Петре костюм из его гардероба, европейского образца: кафтан, камзол, короткие штаны-кюлоты, кружевное жабо, шелковые чулки и кожаные башмаки. Вырезанное из липы туловище соединяется с руками и ногами круглыми шарнирами, позволяющими принимать разные позы.

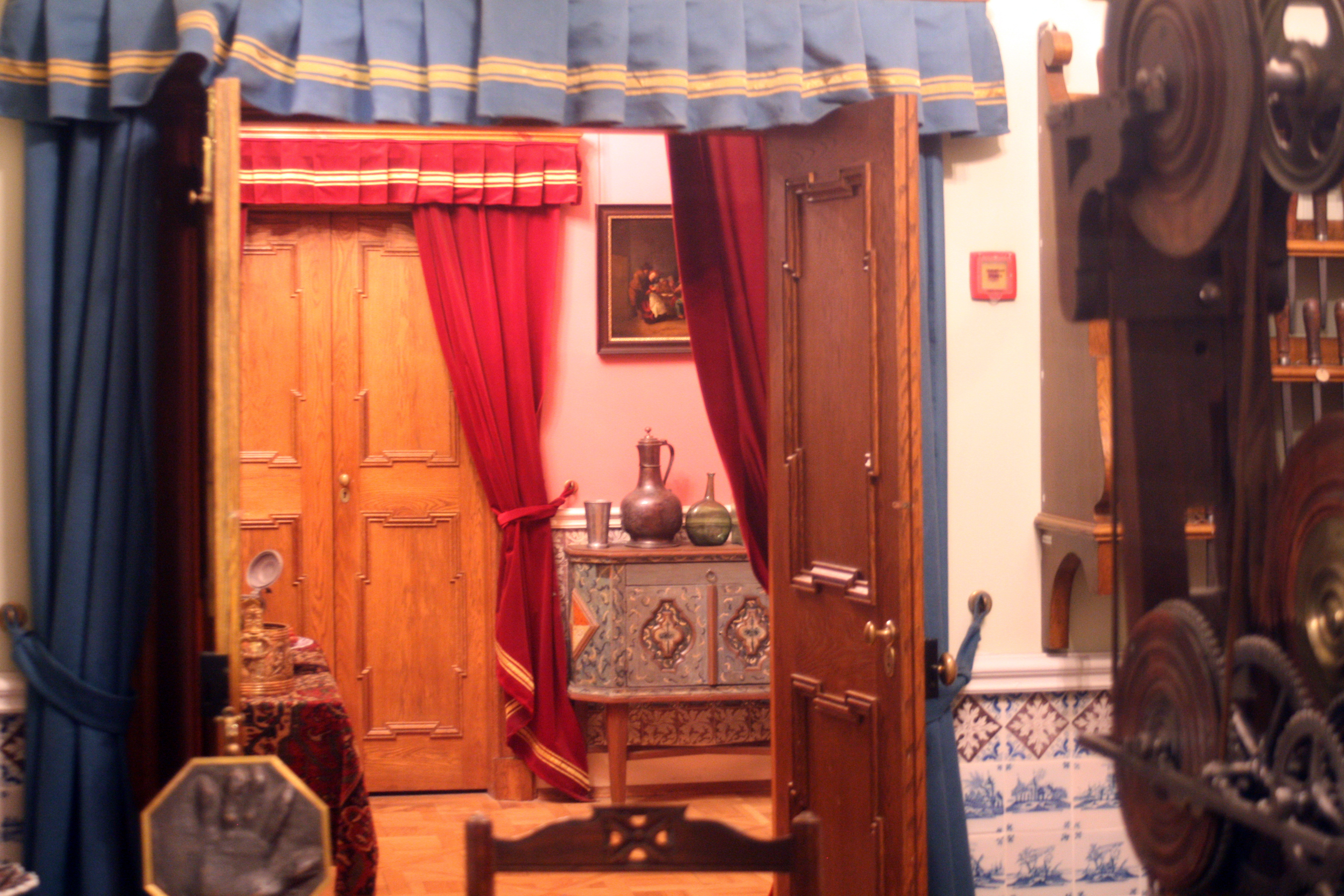
Токарная
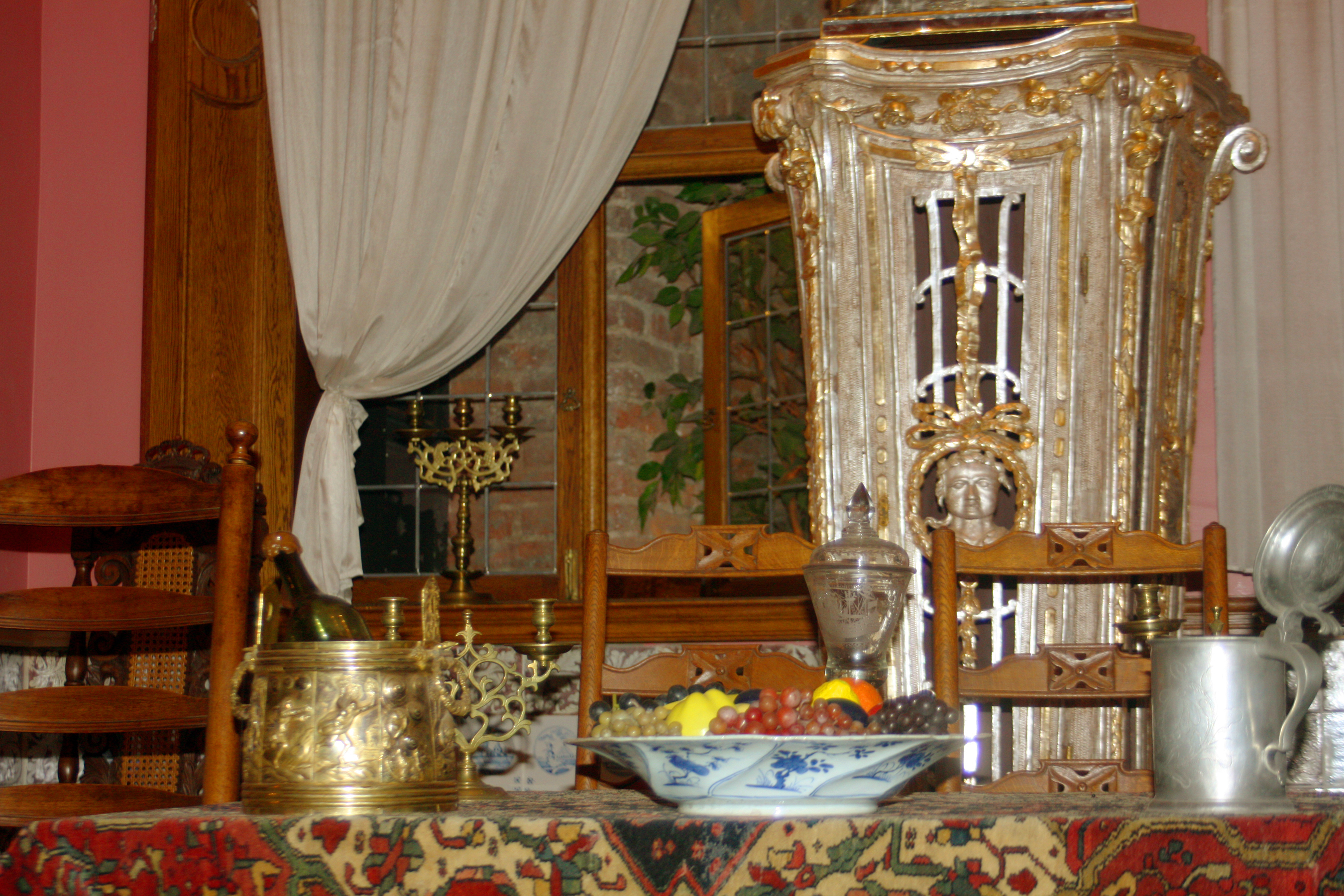
Столовая
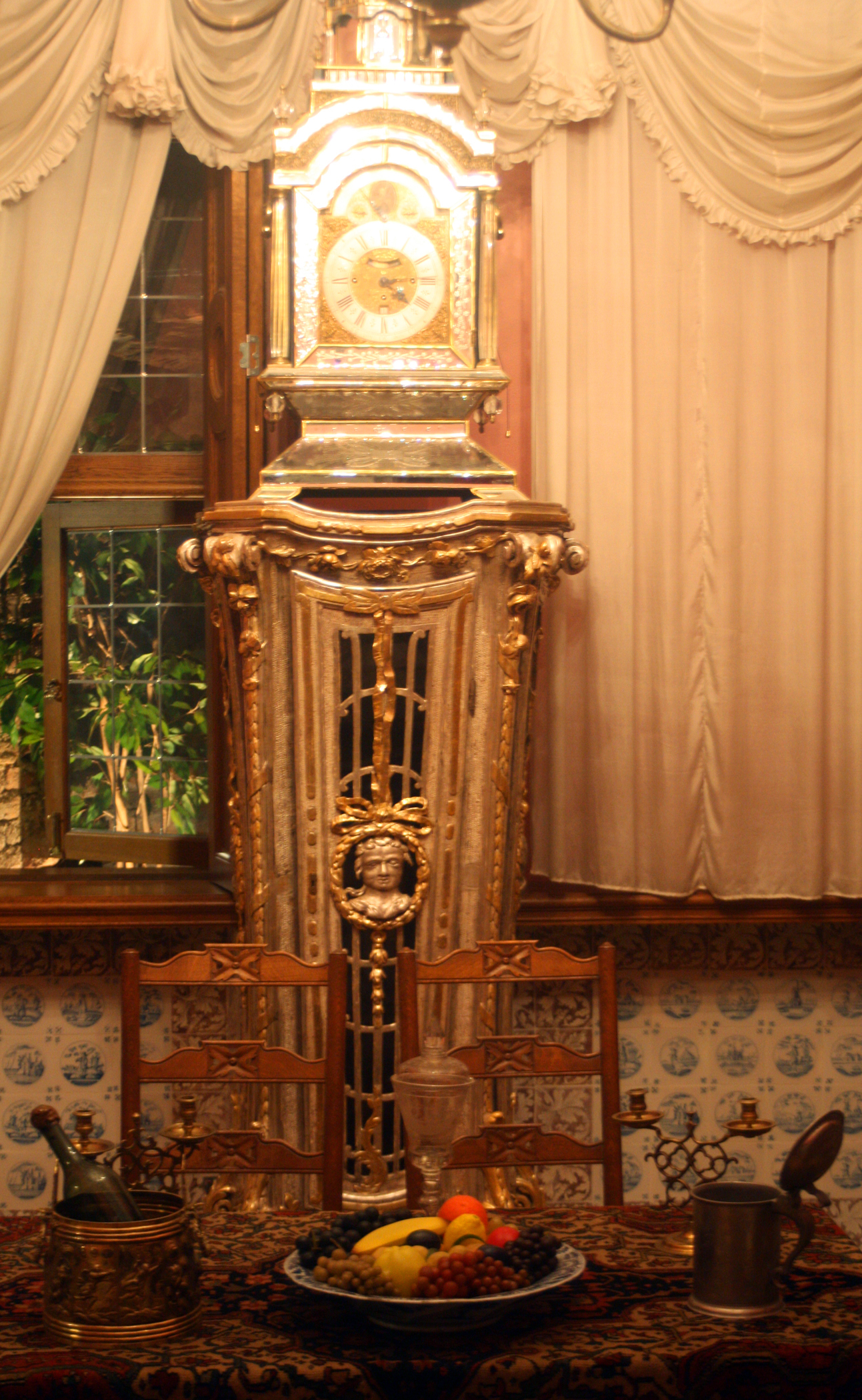
Часы
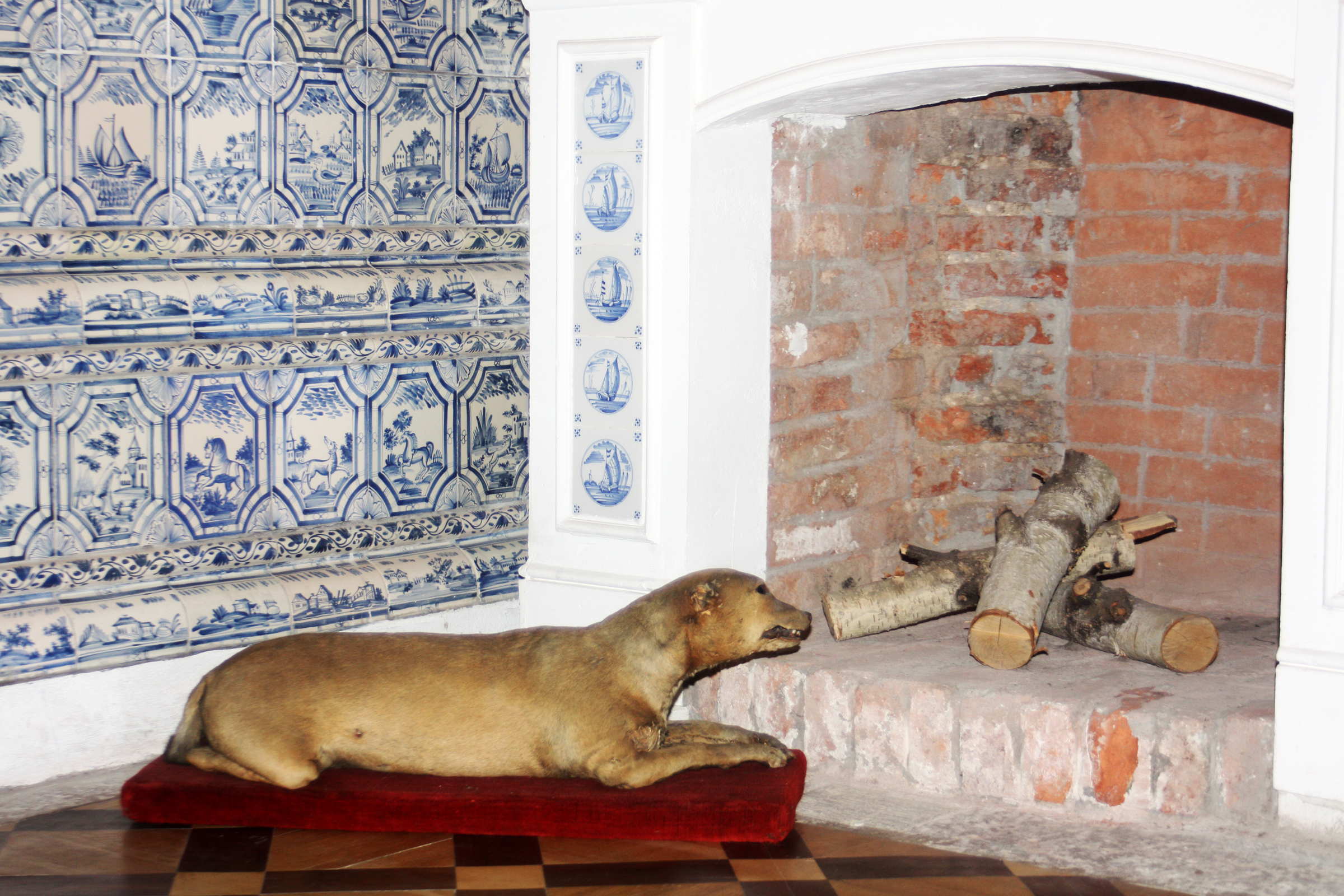
Собака Петра I
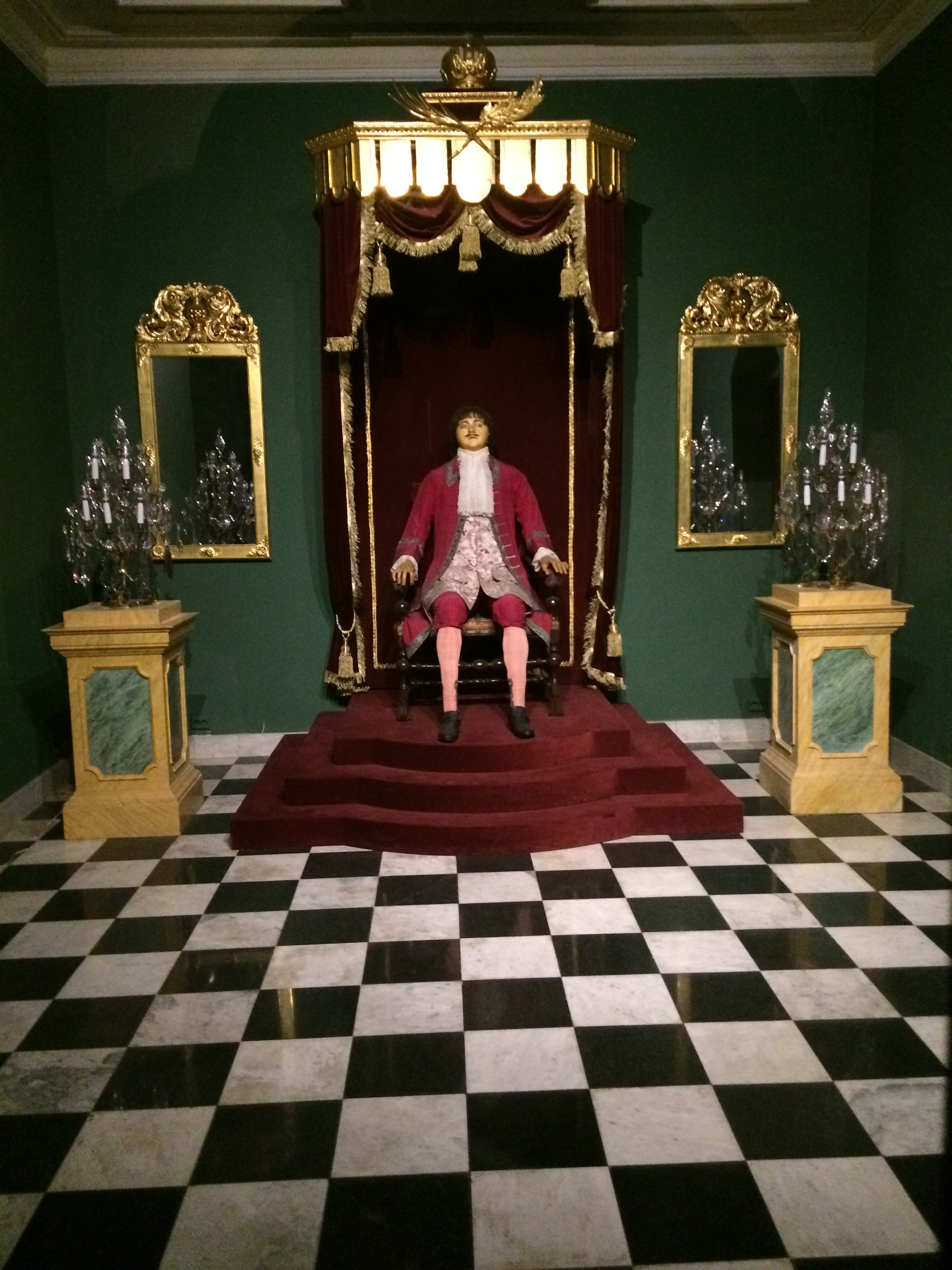
Восковая персона Петра I